# Енгельс (авіабаза)
Енгельс (рос. Энгельс) — авіабаза Повітряно-космічних сил Росії поблизу міста Енгельс Саратовської області Росії. Офіційна назва аеродрому — «Енгельс-2» (рос. Энгельс-2). Це основна база бомбардувальників і єдине у РФ місце базування стратегічних бомбардувальників Ту-160.
На авіабазі дислокуються 121-й гвардійський Севастопольський та 184-й важкі бомбардувальні авіаційні полки, які мають на озброєнні стратегічні бомбардувальники Ту-160 та Ту-95МС відповідно. Обидва авіаполки входили до складу 22-ї гвардійської важкої бомбардувальної авіаційної Донбаської Червонопрапорної дивізії. У 2009 році дивізія переформована в 6950-ту Гвардійську авіаційну базу (1 розряду)..
У 2015 22-га ВБАД була відновлена.
З початком російського вторгнення в Україну авіабаза Енгельс стала одним із російських аеродромів, що використовується для завдання ракетних ударів по території України.

## Історія

### Енгельс-1
У 1930 році за 1,5 км від міста Енгельса на пустирі почалося будівництво військової школи льотчиків. Близько 10 тисяч людей працювали на будівництві. 16 лютого 1932 року піднявся з аеродрому у повітря перший літак У-2 конструкції Миколи Полікарпова.
Навчання курсантів Енгельської військової авіаційної школи проходило на літаках типу У-2, Р-5 та УСБ. До початку Німецько-радянської війни школа випустила кілька тисяч льотчиків. Багато хто з них воював в Іспанії, брали участь у боях на річці Халхин-Голі, а також у радянсько-фінській війні 1939—1940. За участь у бойових діях семи її випускникам було присуджено звання Героя Радянського Союзу.
На початку Німецько-радянської війни на озброєнні школи перебували літаки По-2, СБ, Пе-2 та інші. У воєнні роки Енгельська авіашкола відправила на фронт 14 авіаполків. Серед них були три жіночі авіаполки, які сформувала майор Марина Раскова. 190 випускників школи отримали звання Героя Радянського Союзу.
Після закінчення війни Енгельська військова школа льотчиків була перейменована на училище, яке продовжувало готувати кадри для ВПС Радянського союзу.
До 1951 року польоти відбувалися на поршневих літаках, а пізніше — на реактивних бомбардувальниках Іл-28.

### Енгельс-2
На початку 1950-х років почалося будівництво нового аеродрому «Енгельс-2» з бетонною злітно-посадковою смугою довжиною понад 3 км та шириною 100 м, у зв'язку з чим до вересня 1954 року училище з Енгельса було перенесене до міста Тамбов. 15 грудня 1954 року була створена авіаційна частина — 201-та важка бомбардувальна авіаційна дивізія (201-та ВБАД). До її складу увійшли 1096-й та 1230-й важкі бомбардувальні авіаційні полки (тбап від рос. тяжёлый бомбардировочный авиационный полк). Комплектування частин з'єднання особовим складом було здійснено шляхом залучення фахівців частин Далекої авіації, випускників військових училищ і академій. Нова бетонна злітно-посадкова смуга була введена в експлуатацію у 1955 році.
Перший бомбардувальник М-4 конструкції Мясіщєва прибув в Енгельс 28 лютого 1955 року. У травні 1957 року отримано перші модернізовані бомбардувальники 3М.
У 1957 році 10 бомбардувальників М-4 разом з екіпажами та обслуговим персоналом були перебазовані на аеродром Українка і склали основу 79-го ВБАП у складі 73-ї ВБАД.
Поступово бомбардувальники М-4 та 3М були переобладнані на літаки-заправники. Дозаправлення у повітрі значно збільшувала дальність польоту бомбардувальників, що розширює можливості завдання ударів по об'єктах ймовірного противника. На початку 1970-х років 1230-й важкий бомбардувальний авіаційний полк (1230тбап) був перейменований на 1230-й авіаційний полк літаків-заправників (1230апсз).
12 квітня 1961 року з аеродрому Енгельс вилетів гелікоптер Мі-4, завданням екіпажу якого було знайти та підібрати першого космонавта Юрія Гагаріна.
У 1985 році проведено реконструкцію злітно-посадкової смуги аеродрому.
Бомбардувальники 3М стояли на озброєнні Далекої авіації до 1985 року, після чого були знищені відповідно до Договору про скорочення і обмеження стратегічних наступальних озброєнь між СРСР і США. Переобладнані в заправники 3МС-2 та 3МН-2 перебували на озброєнні значно довше — до кінця 1993 року, після чого їх замінили на новіші Іл-78.
Після розпаду Радянського Союзу 201-ша ВБАД була перетворена на 22-гу гвардійську Червонопрапорну Донбаську важку бомбардувальну авіаційну дивізію.
На початок 1992 року Далека авіація Росії не мала у своєму складі жодного Ту-160 — усі 19 збудованих ракетоносців базувалися на українській авіабазі Прилуки. У Казані на Казанському авіаційному заводі імені Горбунова в цей момент перебували в процесі будівництва 13 літаків. У лютому-травні 1992 року три були передані до складу 1096тбап, ще два — у 1993 році, а ще один — на початку 1994 року. На цьому передача літаків зупинилася через відсутність фінансування. У 1995-му було вирішено 4 літаки розібрати як таких, що мають низький ступінь готовності, а решта три — доробити, але довгий час плани з добудови не реалізовувалися. З авіабази Прилуки почали переводитися пілоти, технічні фахівці, які раніше обслуговували Ту-160.
1994 року з Білорусі (аеродром Барановичі) до Енгельса було переведено 203-й гвардійський Орловський авіаційний полк. 2000 року авіаполк перебазувався в Рязань, на аеродром Дягілєво. Після цього полк перейшов у підпорядкування 37-ї повітряної армії ВГК (СН) та отримав назву 203-й окремий гвардійський авіаційний Орловський полк (літаків-заправників).

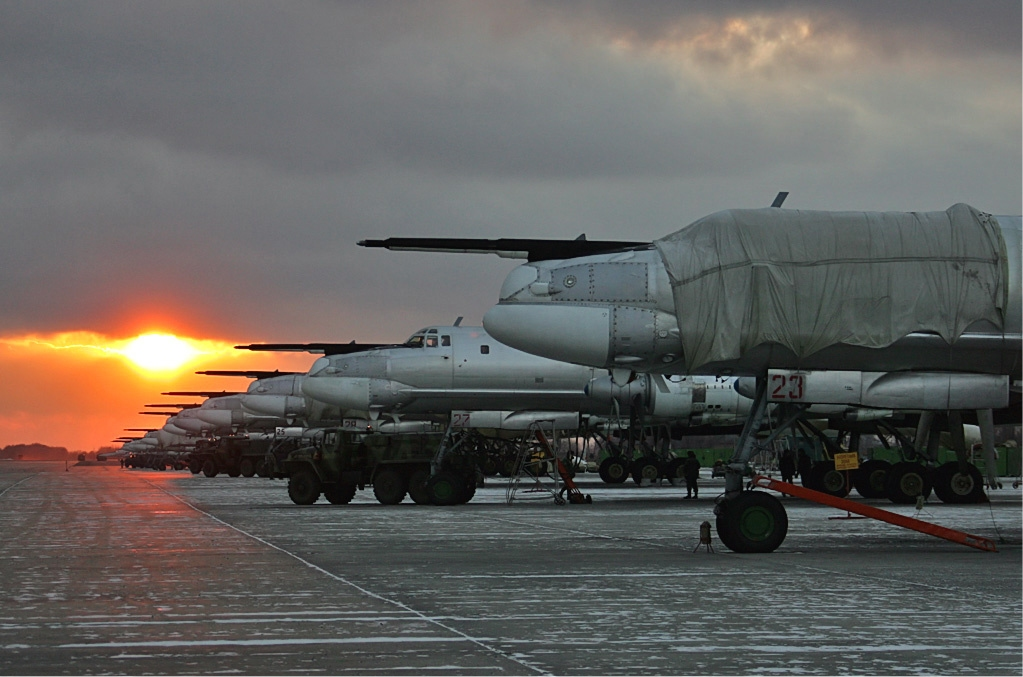
Строй ракетоносців Ту-95МС на авіабазі, 2005

У 1995 році на аеродромі базувалися літаки 3МД (121тбап), літаки-заправники 3МС-2 (1230апсз), ескадрилья Ту-160, що налічувала 6 літаків (1096-й ГвВБАП). Однак у тому року 1096-й полк було розформовано. Його наступником став 121-й ГвВБАП, який отримав усі літаки Ту-160.
Починаючи з 1993 року Росія вела з Україною переговори щодо купівлі стратегічних бомбардувальників, які стали тягарем для економіки України та не вписувалися в оборонну воєнну доктрину України. Такої домовленості було досягнуто лише 1999 року. 20 жовтня 1999 року для приймання 8 літаків Ту-160 і 3 Ту-95 до Прилуки прибула група фахівців 37-ї повітряної армії (37ВА) на чолі із заступником командувача Дальньої авіації генерал-майором Петром Казазаєвим. Інші 11 літаків Ту-160 були знищені українською стороною.
До 1 вересня 2000 року було сформовано 184-й ВБАП (з моменту створення входить до складу 22-ї ВБАД). Цей полк став наступником того 184-го ГвВБАП, який після розвалу СРСР залишився в Україні в Прилуках, оскільки прапор та регалії полку від України не передавалися (попри те, що український авіаполк уже був розформований), і тому отримав бойовий прапор указом президента Росії 17 жовтня 2005 року. Авіаполк оснащений стратегічними ракетоносцями Ту-95МС.
Станом на 1 грудня 2010 року до складу 6950 авіаційної бази входили:
- управління авіабази (військова частина 06987, авіабаза Енгельс)
- авіаційна група (4 авіаційні ескадрильї) (авіабаза Енгельс) — 16 літаків Ту-160, 18 літаків Ту-95МС
- авіаційна група (3 авіаційні ескадрильї) (Калузька область, авіабаза Шайківка)
- авіаційна комендатура (Новгородська область, авіабаза Сольці)

## Сучасний стан

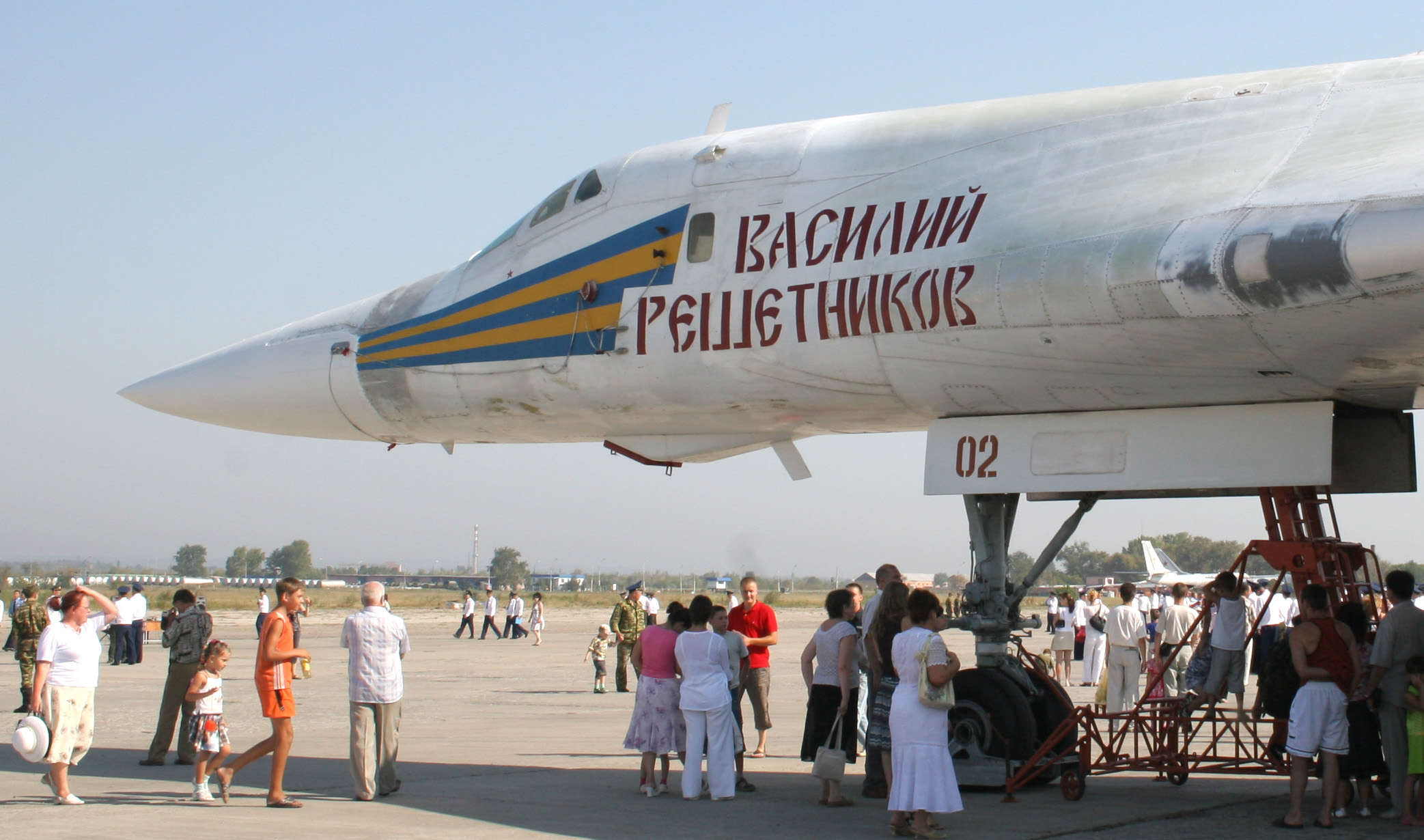
Ту-160 «Василий Решетников»

На 2021 рік авіабаза Енгельс — єдина, де базуються стратегічні бомбардувальники Ту-160. Шість літаків було збудовано Росією після розпаду Радянського Союзу, ще вісім було перегнано своїм ходом у листопаді 1999 — січні 2000 року з української бази в Прилуках в рамках погашення боргу України за газ. Ще два бомбардувальники були побудовані та передані ВПС у 2000 та 2008 роках; вони отримали назви «Александр Молодчий» та «Виталий Копылов».
На 2021 рік загальна кількість стратегічних ракетоносців Ту-160, які стоять на озброєнні в Далекій авіації, становить 16 одиниць. Обговорюється питання щодо продовження будівництва літаків.
Кількість стратегічних бомбардувальників Ту-95 складає приблизно 20 одиниць.
На авіабазі підтримується постійна бойова готовність. 17 серпня 2007 року, після заяви Володимира Путіна, стало відомо, що стратегічні бомбардувальники нестимуть постійне бойове чергування у віддалених районах. Однак 27 серпня 2007 року командувач 37-ї повітряної армії Павло Андросов заявив, що літаки Дальньої авіації несуть чергування без ядерної зброї на борту. Крім цього, генерал-майор Андросов повідомив, що маршрути патрулювання не змінилися з 1960—1980-х років — патрулюються північна та північно-західна частини Атлантичного океану, узбережжя Канади, Аляски та Алеутських островів, а також інші стратегічні напрямки.
Регулярно з'являється інформація про випадки супроводження винищувачами НАТО російських бомбардувальників над акваторіями Північного Льодовитого та Атлантичного океанів, а також поблизу узбережжя Аляски. 2007 року винищувачі протиповітряної оборони іноземних держав понад 70 разів вилітали на перехоплення російських бомбардувальників.

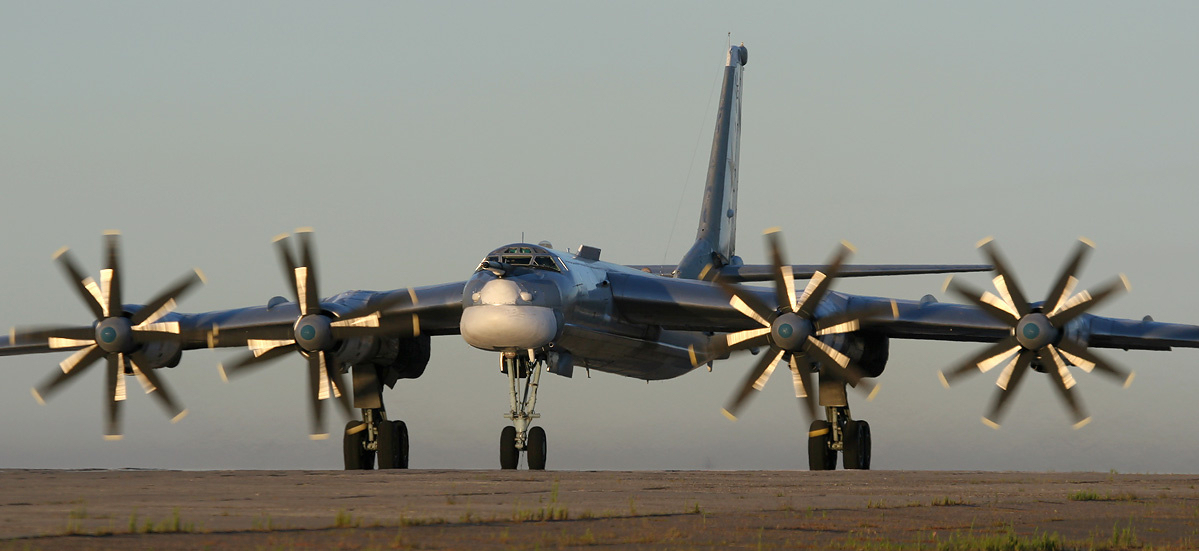
Ракетоносець Ту-95МС

За підсумками 2007 року авіабазу відвідало понад 200 представників іноземних ЗМІ та понад 1500 представників російських ЗМІ.
2008 року планові польоти з авіабази Енгельс продовжилися.
29 квітня 2008 року на Казанському авіаційному виробничому промисловому об'єднанні імені С. П. Горбунова відбулася церемонія передачі нового літака на озброєння Військово-повітряних сил Росії. Новий літак отримав ім'я «Виталий Копылов» (на честь колишнього директора КАВО Віталія Копилова) та включений до складу 121-го гвардійського тбапу. У 2008 році планувалася модернізація трьох стройових Ту-160.
10 вересня 2008 року два бомбардувальники Ту-160 здійснили переліт з місця базування на аеродром Лібертадор у Венесуелі, використовуючи як аеродром підскоку аеродром Оленегорськ у Мурманській області. На частині шляху територією Росії бомбардувальники-ракетоносці супроводжувалися (з метою прикриття) винищувачами Су-27 Санкт-Петербурзького об'єднання ВПС і ППО, під час польоту над Норвезьким морем російські бомбардувальники супроводжували два винищувачі F-16 ВПС Норвегії, поблизу Ісландії — два винищувачі F-15 ВПС США. Політ від місця проміжної посадки в Оленегорську до Венесуели зайняв 13 годин. На борту літаків не було ядерної зброї, але були начальні ракети, які відпрацювали бойове застосування.
Це перший в історії Росії випадок використання літаками Далекої авіації аеродрому, розташованого на території іноземної держави. У Венесуелі літаки здійснили навчально-тренувальні польоти над нейтральними водами в акваторіях Атлантичного океану та Карибського моря. Обидва бомбардувальники повернулися на авіабазу Енгельс 19 вересня 2008 року.
Командир 6950 авіаційної бази із червня 2011 по травень 2012 — полковник Костюнін Дмитро Леонідович; з травня 2012 — генерал-майор Попов Володимир Олександрович.
У 2012 році розпочалася реконструкція аеродрому. Були реконструйовані такі об'єкти 1-го пускового комплексу:
- нова злітно-посадкова смуга (3500 м довжина х 60 м ширина);
- мережа сполучних рульових доріжок;
- водно-дренажна мережа;
- очисні споруди зливових стоків;
- встановлення засобів навігації та управління рухом.

Станом на вересень 2015 року побудовано штучну злітно-посадкову смугу № 2 (розмірами 3500×60 м, бетон), мережу з'єднувальних рульових доріжок, кабельні переходи, радіотехнічне та світлосигнальне обладнання, периметрову огорожу (загальною довжиною 21 км), виконаний монтаж технічних засобів охорони периметра та систем відеоспостереження. Роботи 2 та 3 етапів реконструкції планувалося закінчити у грудні 2015 року.
З листопада 2015 року екіпажі авіабази брали участь в інтервенції Росії в Сирію.
У лютому 2016 року нову злітно-почадкову смугу 04П/22Л введено в експлуатацію.

### Російсько-українська війна
З початком російського вторгнення в Україну авіабаза Енегльс стала одним із російських аеродромів, що використовується для завдання ракетних ударів по території України.
У березні 2022 року, після початку російського вторгнення в Україну, ГУР МО України опублікувала список льотного складу стратегічної авіації Росії, який планувалося перемістити на територію Білорусі для завдання ракетно-бомбових ударів по українських містах.
13 березня 2022 року російські війська атакували Яворівський військовий полігон із літаків стратегічної авіації, що для завдання ракетного удару були підняті з авіабази Енгельс-2. Внаслідок атаки загинуло 35 осіб.
8 жовтня 2022 року, перед масованим ракетним обстрілом України 10 жовтня 2022, з авіабази Енгельс здійснено перебазування семи стратегічних бомбардувальників Ту-160 на аеродром «Оленья» та споряджено їх крилатими ракетами Х-101.
5 грудня 2022 року на авіабазі пролунали вибухи, в результаті якого зазнали ушкодження два стратегічних бомбардувальники Ту-95МС. На оприлюднених наступного дня супутникових знімках було видно один Ту-95МС під яким була розлита пожежна піна. Тобто, в бойових умовах було втрачено (пошкоджено або знищено) перший літак цього типу. За повідомленням Головного управління розвідки МО України, авіабаза «Енгельс» була атакована за допомогою безпілотників Ту-141 «Стриж», які були начинені вибухівкою.
Вночі 26 грудня 2022 року на авіабазі пролунали два вибухи. За словами речника Повітряних сил ЗСУ Юрія Ігната, це було наслідком російської збройної агресії. Російське МО заявило про загибель трьох та поранення чотирьох осіб. 29 грудня 2022 року на аеродромі повторно пролунали вибухи, спрацювала ППО.
В ніч на 14 січня  2025 року унаслідок щонайменше двох влучань виникла нова пожежа на нафтобазі комбінату Росрезерву «Кристалл» в Енгельсі, яку минулого тижня вже атакували дрони, після чого її не могли загасити протягом п’яти діб.
20 березня 2025 року військова база була уражена українськими дронами. За словами місцевих жителів, звуки вибухів під час атаки безпілотників, чули й жителі Саратова, який розташований на відстані близько 15 км. За інформацією генштабу ЗСУ, у результаті українського удару по аеродрому стратегічної авіації РФ «Энгельс 2» у Саратовській області, було знищено 96 крилатих ракет повітряного базування. За опублікованими даними, внаслідок атаки загинули капітан, другий пілот Іван Сидоров та прапорщик Ілля Байкін — члени екіпажу бомбардувальника Ту-95МС.

## Літаки
Станом на 2007 рік на авіабазі розташовувалися:
- 14 Ту-160 (121-й гвардійський важкий бомбардувальний авіаційний полк)
- 20 Ту-95 (184-й гвардійський важкий бомбардувальний авіаційний полк)
- Невідома кількість Ту-22М-3 (6950 авіаційна база)
- 1 Іл-62

Продовжуючи традиції, започатковані у радянській авіації наприкінці 20-х — початку 30-х років XX століття, деяким літакам присвоюються власні імена. Ту-160 називають на честь Героїв Радянського Союзу та людей, безпосередньо пов'язаних з Далекою авіацією, Ту-95МС — на честь міст.

### Ту-160
| Іменні Ту-160 | Іменні Ту-160         | Іменні Ту-160                   | Іменні Ту-160                 |
| Б/н           | Назва                 | На честь кого названо           | Прим.                         |
| ------------- | --------------------- | ------------------------------- | ----------------------------- |
| 01            | «Михаил Громов»       | Громов Михайло Михайлович       | розбився у 2003 році          |
| 02            | «Василий Решетников»  | Решетников Василь Васильович    |                               |
| 03            | «Павел Таран»         | Таран Павло Андрійович          |                               |
| 04            | «Иван Ярыгин»         | Яригін Іван Сергійович          |                               |
| 05            | «Александр Голованов» | Голованов Олександр Євгенович   |                               |
| 06            | «Илья Муромец»        | Ілля Муромець                   |                               |
| 07            | «Александр Молодчий»  | Молодчий Олександр Гнатович     |                               |
| 08            | «Виталий Копылов»     | Копилов Віталій Єгорович        | прийнятий 29 квітня 2008 року |
| 10            | «Николай Кузнецов»    | Кузнєцов Микола Дмитрович       | названий 9 серпня 2008 року   |
| 11            | «Василий Сенько»      | Сенько Василь Васильович        |                               |
| 12            | «Александр Новиков»   | Новиков Олександр Олександрович |                               |
| 14            | «Игорь Сикорский»     | Сікорський Ігор Іванович        | названий у серпні 2012 року   |
| 15            | «Владимир Судец»      | Судець Володимир Олександрович  |                               |
| 16            | «Алексей Плохов»      | Плохов Олексій Олександрович    |                               |
| 17            | «Валерий Чкалов»      | Чкалов Валерій Павлович         |                               |
| 18            | «Андрей Туполев»      | Туполєв Андрій Миколайович      | [ 52 ] [ 53 ]                 |
| 19            | «Валентин Близнюк»    | Близнюк Валентин Іванович       |                               |

### Ту-95МС
| Іменні Ту-95 | Іменні Ту-95       | Іменні Ту-95                  | Іменні Ту-95                                                                    |
| Б/н          | Назва              | Місто, на честь якого названо | Прим.                                                                           |
| ------------ | ------------------ | ----------------------------- | ------------------------------------------------------------------------------- |
| 10           | «Саратов»          | Саратов                       |                                                                                 |
| 11           | «Воркута»          | Воркута                       |                                                                                 |
| 12           | «Москва»           | Москва                        |                                                                                 |
| 15           | «Калуга»           | Калуга                        |                                                                                 |
| 16           | «Великий Новгород» | Великий Новгород              |                                                                                 |
| 19           | «Красноярск»       | Красноярськ                   | названий 22 серпня 2010 року                                                    |
| 20           | «Дубна»            | Дубна                         | названий 5 липня 2008 року                                                      |
| 21           | «Самара»           | Самара                        | названий 9 серпня 2008 року. Аварія на аеродромі Дягілєво. Списаний у 2013 році |
| 28           | «Севастополь»      | Севастополь                   |                                                                                 |

## Музей Дальньої авіації

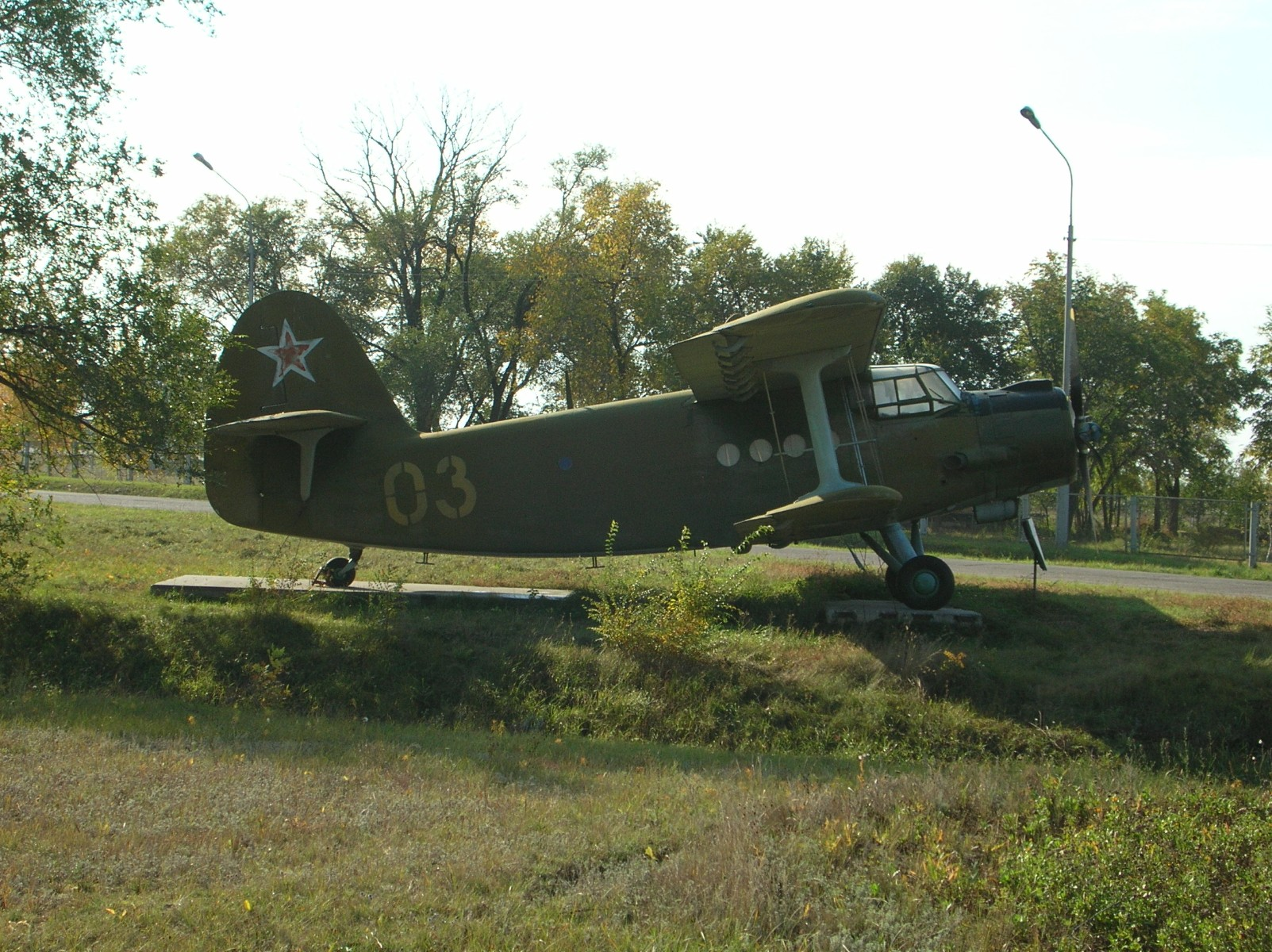
Ан-2, на якому тренувалися перші радянські космонавти

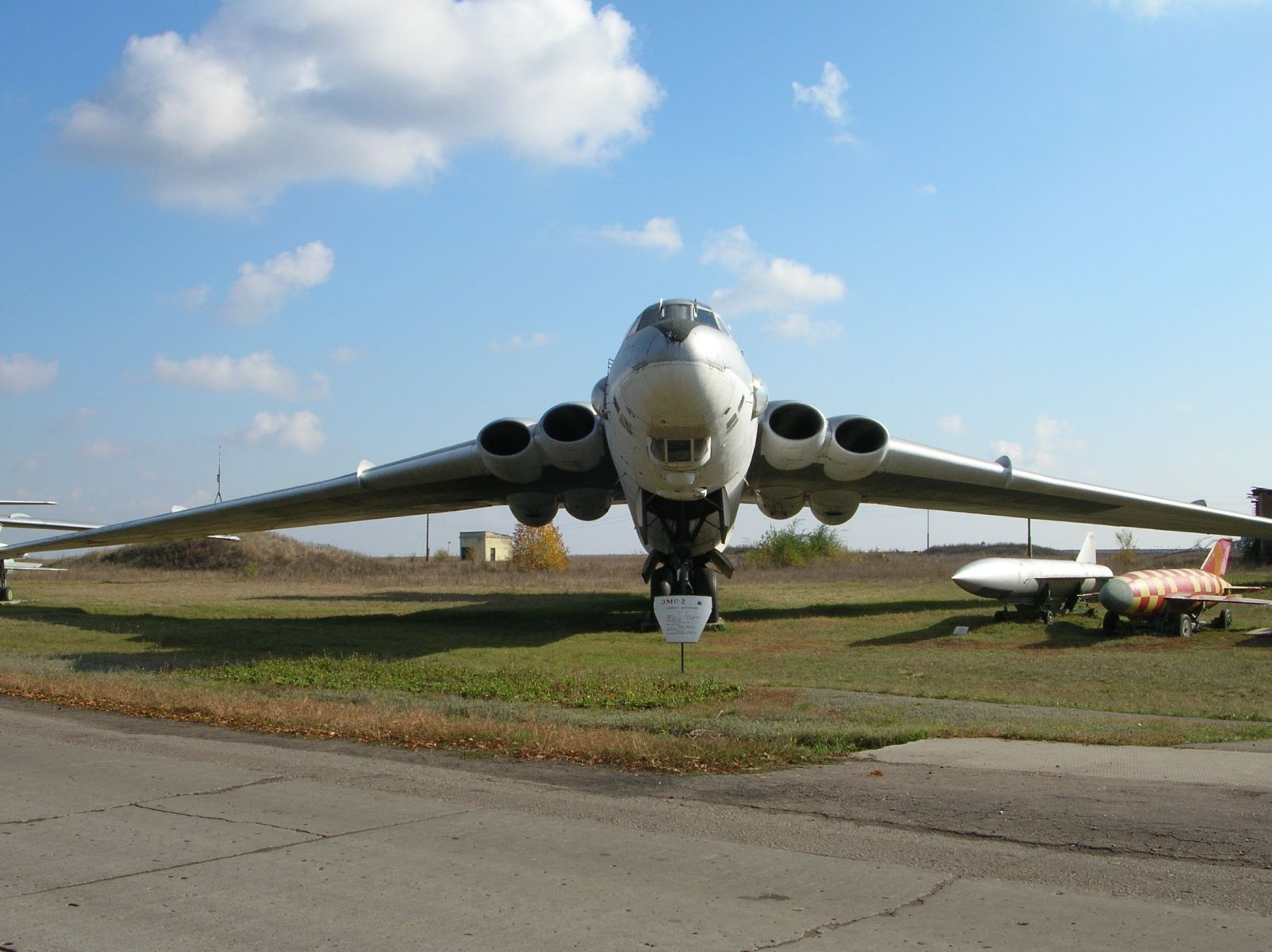
Літак-заправник 3МС-2

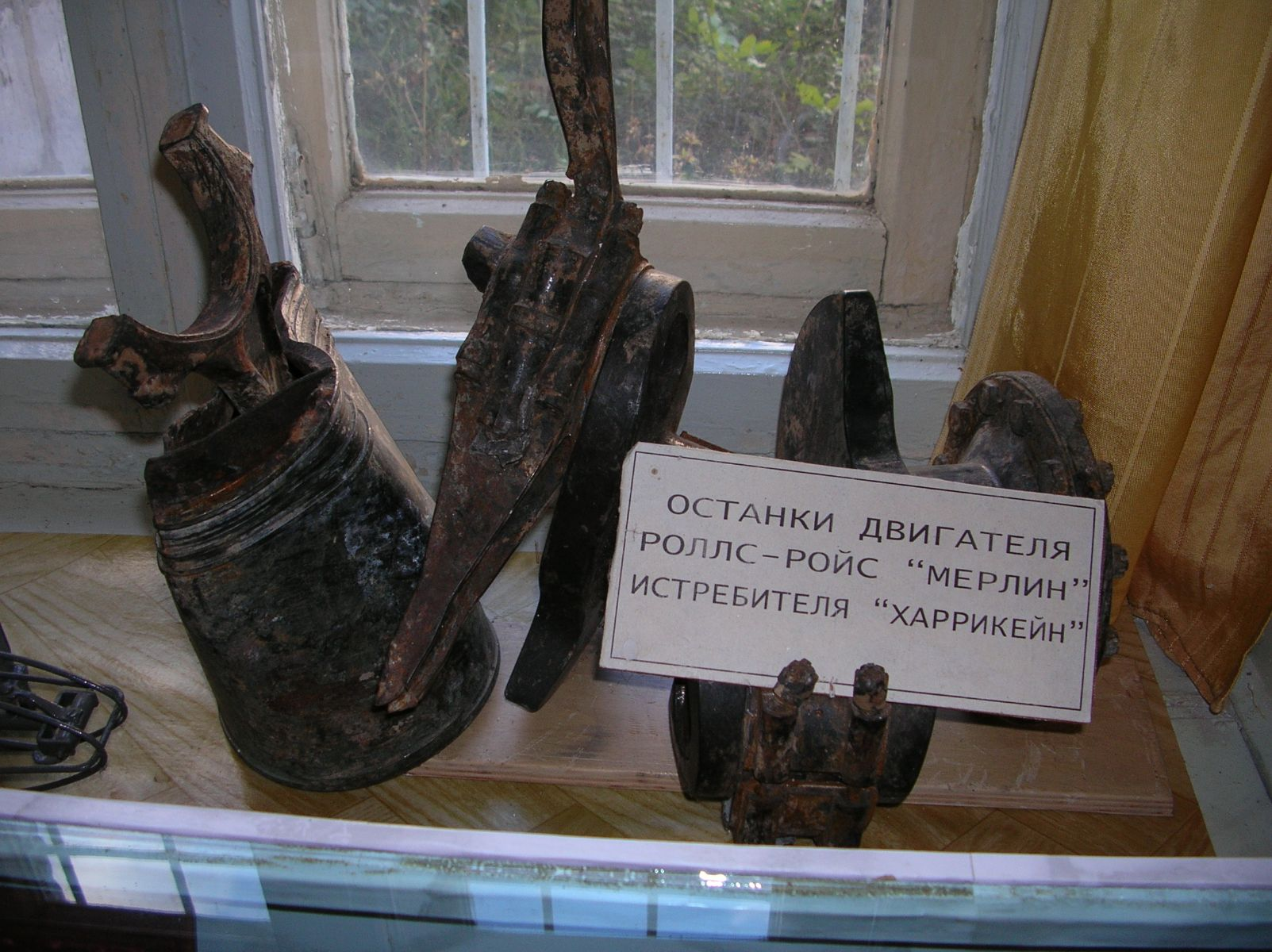
Експонати часів Другої світової війни

На авіабазі Енгельс розташований Музей Далекої авіації. Музей просто неба був відкритий 6 вересня 2000 року. Щорічно його відвідують понад 5000 людей.
В експозиції музею є:
- літаки: Іл-62, 3МС-2, Ан-2, Ан-12, Ан-24, Ту-95, Ту-22, Ту-134, L-29, L-39, Ту-22М3;
- крилаті ракети: Х-55, Х-22НА, Х-20М, КСР-2УД;
- авіабомби: ФАБ-9000М, ФАБ-5000М, ФАБ-3000М, ФАБ-1500М, ФАБ-500М, ФАБ-250М, ФАБ-250ТС, САБ-250Т, ОФАБ-250, НОСАБ-100ТК, ДОСАБ-100ТК;
- історично предмети: атрибутика Дальньої авіації Росії, пам'ятні фотографії, уламки рідкісних літаків.

## Аварії та катастрофи
22 серпня 1955 року сталася катастрофа бомбардувальника М-4. Відразу після зльоту на висоті 25-40 метрів літак упав на крило і вибухнув, зіткнувшись із землею. Загинули усі 8 членів екіпажу.
26 червня 1956 року відразу після відриву від злітно-посадкової смуги упав на землю бомбардувальник М-4. Загинув екіпаж у складі 6 осіб.
13 травня 1975 року зазнав аварії стратегічний бомбардувальник 3М. На висоті 5000 метрів почалося задимлення літака, після чого стався вибух. Загинули 6 осіб.
8 серпня 1984 року розбився ще один 3М. У режимі набору висоти спалахнув двигун, літак втратив стійкість і зіткнувся із землею. Загинули п'ятеро осіб.
16 травня 1992 року при перельоті до Семипалатинська на висоті 8 100 метрів за 220 км на схід від Саратова над населеним пунктом Октябрський зіткнулися два літаки 3МС-2. 11 осіб загинуло. Загалом екіпаж 2-х літаків складав 14 осіб. Один із заправників розвалився у повітрі, ніхто з членів екіпажу не врятувався. Четверо льотчиків іншого борту катапультувалися. Троє, осіб вижили, у четвертого капітана Олександра Мостового, не спрацювало відділення від крісла. Ці літаки напередодні, 9 травня, брали участь у параді в Москві, де виконали маневр «зміна ведучого та веденого». Саме під час цього маневру 16 травня 1992 року і сталося зіткнення.
18 вересня 2003 року об 11:04 за московським часом стратегічний бомбардувальник Ту-160 «Михаил Громов» з бортовим номером «01» розбився в Совєтському районі Саратовської області, за сорок кілометрів від аеродрому. Літак здійснював плановий обліт після заміни одного із чотирьох двигунів. Катастрофа сталася через пожежу на борту Ту-160 — спалахнув один із двигунів під правим крилом. На борту літака перебували четверо членів екіпажу, які загинули.